# Simfonia núm. 3 (Rangström)
La Simfonia núm. 3 Cançó sota les estrelles, en re bemoll major, va ser composta per Ture Rangström l'estiu de 1929. Es va estrenar a Estocolm el 8 de gener de 1930 amb el mateix compositor dirigint l'Orquestra de la Societat de Concerts d'Estocolm, a qui la va dedicar.
Consta d'un sol moviment anomenat Maestoso i té una durada aproximada de 22 minuts.

## Origen i context
Rangström va deixar constància a la partitura que va finalitzar la composició el 10 d’agost, completant l’orquestració el 7 de desembre. Segons les paraules de Rangström, l’obra es podria descriure com «una cançó solista sense paraules, concebuda per a una gran orquestra».
La Tercera Simfonia de Rangström és la més personal de les quatre. Inspirada en els seus viatges nocturns solitaris en vela, l’obra reflecteix un aspecte íntim de la seva vida: els estius navegant i component a l'arxipèlag de Gryt, al sud d’Estocolm. D'aquí ve el títol Cançó sota les estrelles. El mateix Rangström ho defineix: «Però ara Finnfjärden brilla amb la llum del capvespre com una tríada de fa sostingut major per a una gran orquestra amb sis trompetes! Taronja i verd sofre a l’oest, gris platejat a l’est; i al sud-est, una resplendor intensa... amb onades inquietes i agitades que s’arrosseguen sobre les profunditats negres i els bancs pàl·lids. Es retorça i s’eleva, perquè hi ha una tempesta al mar.»
Rangström aconsegueix un millor equilibri i supera els problemes formals de les seves obres anteriors. Tot i ser l'única simfonia del compositor amb el format d'un sol moviment, segueix l'estructura clàssica de simfonia (ràpid-lent-scherzo-final). Però funciona com un conjunt de variacions sobre un tema extret d'una de les seves cançons més famoses, escrita el desembre de 1924 sobre un text de Bo Bergman. Ell mateix ho explica: 
| « | "Cançó sota les estrelles" és el lema de la meva Simfonia núm. 3, en re bemoll major. Aquest títol líric indica el to romàntic de l’obra i també el programa musical del compositor. L’oient té dret a usar la seva imaginació per donar el significat que prefereixi als diferents sons, ja que aquest lema cobreix una gran part de vida i anhel. El principal motiu musical deriva de la melodia d’una de les meves cançons, la peça de Bo Bergman Bon till natten (Pregària a la nit), i la simfonia va ser composta sota la impressió d’un viatge nocturn pel mar, alhora suau i transcendent. Qualsevol que hagi estat sol en una petita embarcació, entre onades trencades i sota les eternes estrelles del mar, sap de què tracta la cançó del mariner: un símbol de la vida traduït en tons musicals. La simfonia no presenta gaires problemes tècnics. Vol ser interpretada amb rubato, tant melòdicament com rítmicament, com si fos una cançó simfònica, per utilitzar un terme laxe. El tempo bàsic de l’obra també està designat com a con moto cantando e con fantasia. | » |

## Instrumentació
La composició requereix 3 flautes, 2 clarinets, 2 oboès i 2 fagots per als instruments de vent fusta, 4 trompes, 3 trompetes, 3 trombons i 1 tuba per als metalls, timbales, arpa, cordes, així com piano, celesta i xilòfon.